# Миронівка (Біляївська селищна громада)
Миро́нівка (до 1918 — Преображенське) — село в Україні, у Лозівському районі Харківської області. Населення становить 837 осіб. Входить до складу Біляївської селищної громади.

## Географія
Село Миронівка знаходиться на березі Балки Кабанячої, яка через 2,5 км впадає в річку Оріль (ліва притока). На річці кілька загат. На відстані 3 км розташовані села Верхня Орілька, Олійники та Кіптівка.

## Історія
Засноване 1847 року.
За даними на 1864 рік у казеній слободі Преображенське, центрі Преображенської волості Зміївського повіту, мешкало 928 осіб (471 чоловічої статі та 457 — жіночої), налічувалось 144 дворових господарства, існувала православна церква, відбувалось 5 ярмарків на рік.
Станом на 1914 рік кількість мешканців села зросла до 2 110 осіб.
Під час організованого радянською владою Голодомору 1932—1933 років померло щонайменше 132 жителі села.
- 12 червня 2020 року, відповідно до Розпорядження Кабінету Міністрів України  № 725-р «Про визначення адміністративних центрів та затвердження територій територіальних громад Харківської області», увійшло до складу Біляївської селищної громади[4].
- 19 липня 2020 року, в результаті адміністративно - територіальної реформи та ліквідації Первомайського району, село увійшло до складу Лозівського району Харківської області[5].

## Економіка
- Молочно-товарна ферма.

## Об'єкти соціальної сфери
- Школа.